# 1971年鐵路
此條目列出1971年發生有關鐵路運輸的事件。

## 事件

### 1月
- 1月：成昆鐵路通車。
- 1月15日：北京地鐵一期工程開始試營運，來往北京站至立新站。

### 3月
- 3月20日：營團地下鐵千代田線由大手町站延長至霞關站。
- 3月27日：巴黎地鐵3號線支線自3號線分拆出來。
- 3月29日：名古屋市營地下鐵名城線由金山站延長至名古屋港站。

### 4月
- 4月20日：營團地下鐵千代田線由北千住站延長至綾瀨站，並開始與國鐵常磐緩行線直通運行。

### 5月
- 5月1日：美鐵開始營運。
- 5月5日：第比利斯地鐵阿克梅特里-瓦提特里線由300阿拉格維站（英语：Samasi Aragveli (Tbilisi Metro)）延長至薩姆戈里站（英语：Samgori (Tbilisi Metro)）。

### 7月
- 7月23日：倫敦地鐵維多利亞線由維多利亞站延長至布里克斯頓站，全線通車[1]。

### 8月
- 8月15日：北京地鐵一期工程由立新站延長至玉泉路站。

### 10月
- 10月1日：華特迪士尼世界單軌電車系統啟用。

### 11月
- 11月5日：基輔地鐵斯維亞托申-布羅瓦雷線由舒利亞夫卡站延長至斯維亞托申站。
- 11月7日：北京地鐵一期工程由玉泉路站延長至古城路站。

### 12月
- 12月16日：札幌市營地下鐵南北線通車，來往北24條站至真駒內站。
- 12月20日：名古屋市營地下鐵名城線由市役所站延長至大曾根站。